# Гузд (Свентокшиське воєводство)
Гузд (пол. Gózd) — село в Польщі, у гміні Лончна Скаржиського повіту Свентокшиського воєводства.
Населення — 572 особи (2011).
У 1975-1998 роках село належало до Келецького воєводства.

## Демографія
Демографічна структура на день 31 березня 2011 року:
|          | Загалом | Допрацездатний вік | Працездатний вік | Постпрацездатний вік |
| -------- | ------- | ------------------ | ---------------- | -------------------- |
| Чоловіки | 273     | 61                 | 181              | 31                   |
| Жінки    | 299     | 64                 | 166              | 69                   |
| Разом    | 572     | 125                | 347              | 100                  |